# Fissicepheus coronarius
Fissicepheus coronarius är en kvalsterart som beskrevs av Aoki 1967. Fissicepheus coronarius ingår i släktet Fissicepheus och familjen Tetracondylidae.

## Underarter
Arten delas in i följande underarter:
- F. c. coronarius
- F. c. koreensis